# Dwm
dwm (dynamic window manager), é um gerenciador de janelas minimalista para servidor X. Escrito na linguagem de programação C, possui seu código fonte distribuído sob a MIT/X Consortium license. É organizado em um único arquivo e não possui arquivos de configuração, estas sendo realizadas editando-se diretamente o código fonte. Seus desenvolvedores buscam otimizar seu código, mantendo-o pequeno e simples, tendo 2 mil linhas de código como limite estabelecido segundo os próprios para a qualidade da aplicação.